# Diocese de Araguaína

Província Eclesiástica de Palmas.

Localizaçãoda diocese no mapa.

A Diocese de Araguaína (em latim: Diœcesis Araguainensis) é uma circunscrição eclesiástica da Igreja Católica situada em Araguaína, Tocantins. É parte da província eclesiástica da Arquidiocese de Palmas. Foi fundada em 31 de janeiro de 2023 pelo Papa Francisco. Seu atual bispo é Dom Giovane Pereira de Melo. A catedral provisória é a Igreja Matriz de São Sebastião que também é paróquia e foi escolhida como padroeira da diocese Nossa Senhora do Perpétuo Socorro.
Possui 22 paróquias servidas por 31 padres, abrangendo uma população de 308 278 habitantes, com 70% da dessa população jurisdicionada batizada (215 794 católicos).

## Território
Compõem o território da Diocese de Araguaína os municípios de Aragominas, Araguaína, Araguanã, Arapoema, Babaçulândia, Bandeirantes do Tocantins, Barra do Ouro, Campos Lindos, Carmolândia, Filadélfia, Goiatins, Muricilândia, Nova Olinda do Tocantins, Palmeirante, Pau d'Arco, Piraquê, Santa Fé do Araguaia, Xambioá e Wanderlândia.
O território da Diocese de Araguaína, desmembrado da Diocese de Tocantinópolis e de parte da Diocese de Miracema do Tocantins, faz fronteira ao norte com a Diocese de Tocantinópolis e ao sul, com a Diocese de Miracema do Tocantins, ambas no Estado do Tocantins, a oeste com a Diocese de Santíssima Conceição do Araguaia, no Estado do Pará, e a leste com a Diocese de Carolina e Diocese de Balsas, ambas no Estado do Maranhão.
No contexto de criação da diocese, era formada por uma população estimada de 308.200 habitantes, em um território de 35.826,93 km², distribuídos em 19 munícipios do meio-norte tocantinense. A Diocese de Araguaína foi criada contando com 22 paróquias, 18 padres diocesanos, 13 padres religiosos, 8 diáconos permanentes, 12 seminaristas e 15 religiosas.
A maior cidade que compõe a diocese é Araguaína, que conta com oito paróquias e uma Área Pastoral. São elas, pela ordem de criação: Paróquia Sagrado Coração de Jesus, Paróquia São Sebastião, Paróquia São Paulo Apóstolo, Paróquia São José Operário, Paróquia Nossa Senhora Aparecida, Paróquia São Vicente de Paula, Paróquia Nossa Senhora da Natividade, Paróquia São Judas Tadeu e a Área Pastoral Mãe Rainha. Todas as paróquias são administradas por padres diocesanos, com exceção da Paróquia Sagrado Coração de Jesus, que é administrada por padres orionitas. Além disso, a Paróquia São José Operário é administrada por padres redentoristas e a Paróquia São Vicente de Paula é administrada por padres escolápios.

## História
O projeto de criação da Diocese de Araguaína remonta ao final da década de 1970 quando foram realizados os primeiros estudos que visavam a criação dessa diocese, mas por diversos motivos, o projeto foi adiado e a região de Araguaína por décadas continuou jurisdicionada, do ponto de vista religioso católico à Diocese de Tocantinópolis.
Segundo o historiador Raylinn Barros da Silva no livro A Transformação Histórica de Araguaína, a história do catolicismo na região de Araguaína tem raízes no início do século XX, quando a região recebeu a visita de frades dominicanos da Diocese de Porto Nacional em forma de missões populares. Como pertencente à Paróquia Nossa Senhora da Consolação na antiga cidade de Boa Vista, atualmente Tocantinópolis, Araguaína esteve jurisdicionada àquela paróquia até o ano de 1957. 
Ainda de acordo com esse historiador, em 1952, a convite de Dom Alain du Noday, então bispo de Porto Nacional, chegaram na região do então antigo extremo norte goiano um grupo de padres e religiosos conhecidos como orionitas, pertencentes à Congregação da Pequena Obra da Divina Providência, fundada no início do século XX na cidade de Tortona, Itália, por Luis Orione, sacerdote católico beatificado e canonizado no pontificado do papa João Paulo II.
Esses religiosos, liderados pelo padre Quinto Tonini, assumiram a administração da Paróquia Nossa Senhora da Consolação, em Tocantinópolis, então única paróquia em toda a região e a partir de lá, fundaram várias capelas e paróquias no então antigo extremo norte goiano, entre elas, a igreja Sagrado Coração de Jesus, em Araguaína, criada nos primeiros anos da década de 1950 e depois transformada em paróquia no ano de 1957 pelo próprio padre Tonini.
Essa igreja católica, a mais antiga de Araguaína, teve como seu primeiro pároco o padre orionita Pacífico Mecozzi. Desde sua criação foi dedicada ao Sagrado Coração de Jesus, devoção herdada dos primeiros moradores do lugar, sobretudo do antigo povoado Sucuruiú, atualmente Araçulândia, distrito há poucos quilômetros de Araguaína. Quinto Tonini deixou suas memórias registradas num livro em que narrou a atuação missionária dele e dos primeiros orionitas na institucionalização da igreja católica na região.
A Diocese de Araguaína foi erigida em 31 de janeiro de 2023, pelo Papa Francisco, recebendo o território desmembrado das Dioceses de Tocantinópolis e Miracema do Tocantins, tornando-se sufragânea da Arquidiocese de Palmas.

## Lista de bispos
A seguir uma lista de bispos desde a criação da diocese em 2023.
|        | Nome                    | Período | Notas  |
| Bispos | Bispos                  | Bispos  | Bispos |
| ------ | ----------------------- | ------- | ------ |
| 1º     | Giovane Pereira de Melo | 2023 -  | Atual  |